# Luftblander
En luftblander (eller navnet perlator der er et beskyttet varemærke) er en dyse, som man sætter på en vandhane for dels at blande vandstrålen med luft og dels for at virke vandbesparende. Der kan således spares op til 50% på vandforbruget, når en luftblander er monteret. Når man blander vandstrålen med luft opnår man, at vandmængden føles større/mere fyldig, dermed er det muligt at vaske hænder eller lignende med en mindre vandmængde. 
En luftblander virker også som et filter for større partikler som fx rustpartikler, der frigøres ved vedligeholdelse af vandledningen fra vandværk til hane. Dette forårsager at vandet løber langsommere. Derfor bør luftblanderen pilles af en gang imellem og skylles.
Der findes luftblandedysesæt med pakninger og værktøj, så man lettere kan skifte eller afkalke luftblanderen uden ridser.